# Systoechus autumanalis
Systoechus autumanalis är en tvåvingeart som först beskrevs av Peter Simon Pallas och Christian Rudolph Wilhelm Wiedemann 1818.  Systoechus autumanalis ingår i släktet Systoechus och familjen svävflugor. Inga underarter finns listade i Catalogue of Life.